# ファイトスルフォカイン
ファイトスルフォカイン（Phytosulfokine、フィトスルホキン、PSK）は、ペプチド性植物細胞増殖因子（植物ペプチドホルモン）の一種。植物ホルモンの存在下、1 - 10 nMの低濃度で、強力な細胞増殖促進活性、分化誘導能を示す。チロシン側鎖が硫酸エステル化された、アミノ酸5残基からなるファイトスルフォカイン-α (PSKα; O-Sulfo-L-Tyr-L-Ile-O-sulfo-L-Tyr-L-Thr-L-Gln-OH) と、4残基からなるファイトスルフォカイン-β (PSKβ; O-Sulfo-L-Tyr-L-Ile-O-sulfo-L-Tyr-L-Thr-OH) の2種が同定されている。
PSKは最初アスパラガスとニンジンの培養細胞から「調節因子」として見出された。1996年に、名古屋大学の坂神らによって単離・同定・命名された。生理活性を示す5残基ペプチド (PSKα) は、〜80残基の前駆体分泌性ペプチドが酵素的に分解され産生する。PSKは、細胞の増殖や分化転換を促進することが明らかにされている。PSKは膜結合型LRR受容体様キナーゼ (PSKR) に結合する。